# Clique (série de televisão)
Clique é uma série de televisão de suspense britânica criada por Jess Brittain, estrelada por Synnøve Karlsen e Rachel Hurd-Wood. A série foi lançada como parte da programação apenas online da BBC Three e depois foi ao ar na BBC One. A primeira temporada estreou em 5 de março de 2017 e concluída em 9 de abril de 2017. Uma segunda temporada de seis episódios foi encomendada em janeiro de 2018. Ela estreou em novembro de 2018 na BBC Three Online. A segunda temporada começou a ser exibida na BBC One a partir de 15 de julho de 2019.